# Titularbistum Tamascani
Tamascani ist ein Titularbistum der römisch-katholischen Kirche.
Es geht zurück auf einen Bischofssitz in der gleichnamigen antiken Stadt, die in der Spätantike in der römischen Provinz Mauretania Sitifensis (heute nördliches Algerien) lag. Spätestens im Zuge der islamischen Expansion ging der Bischofssitz unter.
| Titularbischöfe von Tamascani |                         |                                       |                   |                  |
| Nr.                           | Name                    | Amt                                   | von               | bis              |
| 1                             | Edward Anthony McCarthy | Weihbischof in Cincinnati (USA)       | 21. April 1965    | 25. August 1969  |
| 2                             | Simon Tonyé             | Koadjutorbischof von Douala (Kamerun) | 12. Dezember 1969 | 29. August 1973  |
| 3                             | Roger Michael Mahony    | Weihbischof in Fresno (USA)           | 7. Januar 1975    | 15. Februar 1980 |
| 4                             | Jerzy Dąbrowski         | Weihbischof in Gnesen (Polen)         | 20. Februar 1982  | 14. Februar 1991 |
| 5                             | Gabino Zavala           | Weihbischof in Los Angeles (USA)      | 8. Februar 1994   |                  |